# Черта (фильм, 2022)
«Черта» или «Линия» (фр. La ligne) — художественный фильм 2022 года швейцарского режиссёра Урсулы Майер с Валерией Бруни-Тедески и Стефани Бланшо в главных ролях. Был показан на 72-м Берлинском кинофестивале, получил противоречивые отзывы критиков.

## Сюжет
35-летняя Маргарет из-за своих вспышек агрессии сначала расстаётся с любовником, а потом теряет возможность общаться с семьёй. Полиция запрещает ей подходить к родному дому, и поэтому Маргарет каждый день подходит к невидимой черте в ста метрах от здания, чтобы давать уроки музыки младшей сестре.

## В ролях
- Валерия Бруни-Тедески — Кристина
- Стефани Бланшо — Маргарет
- Элли Спаньоло — Марион
- Индия Хаир — Луиза
- Дали Бенссалах — Жерве
- Бенжамен Бьоле — Жюльен
- Эрик Руф — Серж

## Релиз и оценки
Премьерный показ фильма состоялся 11 февраля 2022 года на 72-м Берлинском кинофестивале. 11 января 2023 года «Черта» вышла в театральный прокат во Франции.
На французском веб-сайте AlloCiné фильм получил среднюю оценку 3,4 из 5 звезд, на агрегаторе отзывов Rotten Tomatoes его рейтинг составил 60 % при средней оценке 5,6 из 10. На сайте Metacritic «Черта» получила 60 баллов из 100, что означает «в целом положительные» отзывы. Питер Брэдшоу из The Guardian поставил ей четыре звезды из пяти, высоко оценив игру Бланшо и Бруни-Тедески. Анна Смит из Deadline Hollywood назвала фильм «захватывающей историей семейной дисгармонии, которая выделяется как визуально, так и тематически». Джордан Минцер из The Hollywood Reporter похвалил актёрский состав и режиссуру, но посетовал, что фильм «исследует напряженную и тернистую природу кровных уз, даже не углубляясь в психологию всего этого» и не мотивируя действия персонажей. Питер Дебруж из Variety высоко оценил игру Бланшо и «абсолютно радикальный» сюжет с его отказом от агрессии как способа разрешения конфликтов.
Российский критик Антон Долин охарактеризовал «Черту» как явно неудачный фильм, «плачевным образом подтверждающий националистическое mot о том, что за столетия мирной и благополучной жизни Швейцария вместо искусства произвела на свет часы с кукушкой».